# Echemus incinctus
Echemus incinctus är en spindelart som beskrevs av Simon 1907. Echemus incinctus ingår i släktet Echemus och familjen plattbuksspindlar. Inga underarter finns listade i Catalogue of Life.